# Oberscharführer
Oberscharführer foi uma patente paramilitar do Partido Nazista que existiu entre os anos de 1932 e 1945. Foi utilizada a princípio como patente das Sturmabteilung (SA), sendo criada devido ao crescimento expressivo das fileiras das SA no final da década de 1920 e começo de 1930. A patente era superior ao Scharführer e inferior ao Truppführer.
Uma vez que as primeiras patentes da Schutzstaffel (SS) eram idênticas às da SA, a Oberscharführer foi implementada como patente das SS na mesma época e na mesma posição das SA. 
Como as primeiras fileiras da Schutzstaffel (SS) eram idênticas às fileiras da SA, o Oberscharführer foi criado como uma patente da SS ao mesmo tempo em que a posição foi criada dentro da SA. Inicialmente, a classificação de SS-Oberscharführer era igual à sua contraparte SA; no entanto, isso mudou em 1934 após a Noite das Facas Longas. 
Naquela época, o sistema de classificação da SS foi reorganizado e várias novas classificações estabelecidas com títulos mais antigos da SA descontinuados. O posto de SS-Oberscharführer foi, portanto, "aumentado" e tornou-se igual a um SA-Truppführer. A insígnia para o posto SS também foi alterada, tornando-se dois colares de prata em contraste com a insígnia SA para Oberscharführer, que era um único colarinho com listra de prata. 
Dentro da SA, um Oberscharführer era tipicamente um líder de esquadrão, respondendo a um suboficial de pelotão. As responsabilidades variavam em uma gama mais ampla na SS, em particular entre um Oberscharführer na Allgemeine SS, e um que ocupava a mesma posição na Waffen-SS (SS armada). Depois de 1938, quando as SS adotaram uniformes de campo cinza como traje de serviço padrão, SS-Oberscharführer exibiu a insígnia de ombro de uma Wehrmacht Feldwebel. O posto de SS-Oberscharführer era júnior ao SS-Hauptscharführer. Várias unidades da Waffen SS compostas por recrutas estrangeiros foram consideradas distintas das SS alemãs e, portanto, não tinham permissão para usar runas da SS em suas abas do colarinho, mas tinham o símbolo da unidade. Suas fileiras também foram prefixadas com "Waffen" em vez de "SS", como em Waffen-Oberscharführer. 